# IIIe siècle en Lorraine

Cette page est une liste d'événements qui se sont produits au troisième siècle sur le territoire actuel de la Lorraine.

## Éléments de contexte
- Apparition du christianisme en Lorraine[1]
- La fin du siècle voit le début des invasions barbares[1]

## Événements

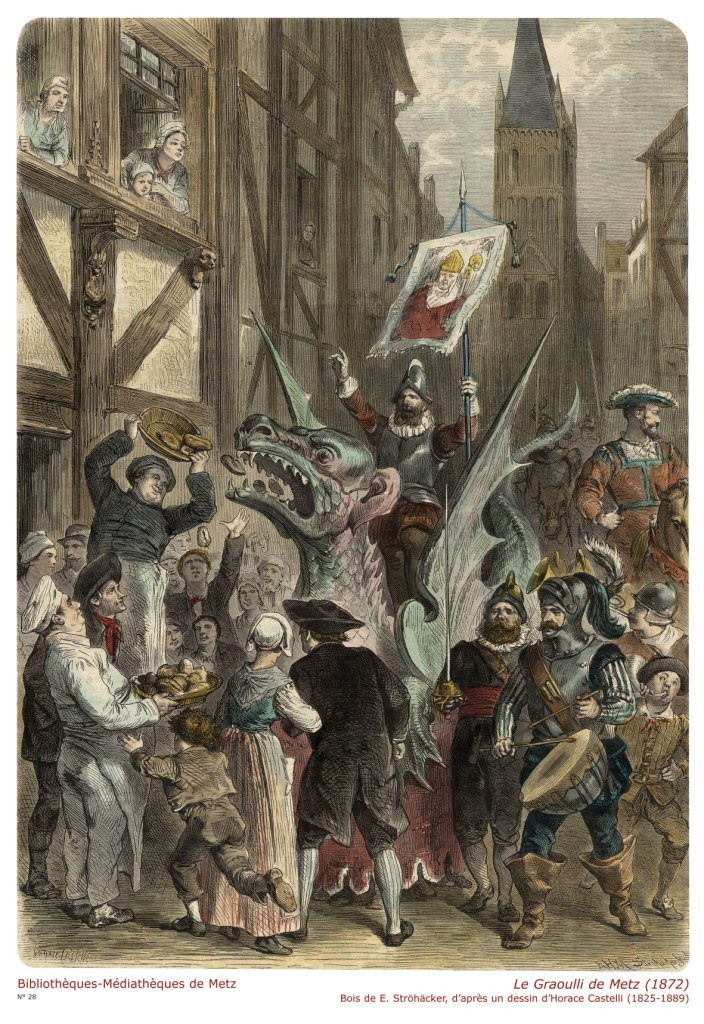
Le Graoully de Metz vu par Horace Castelli, 1872.

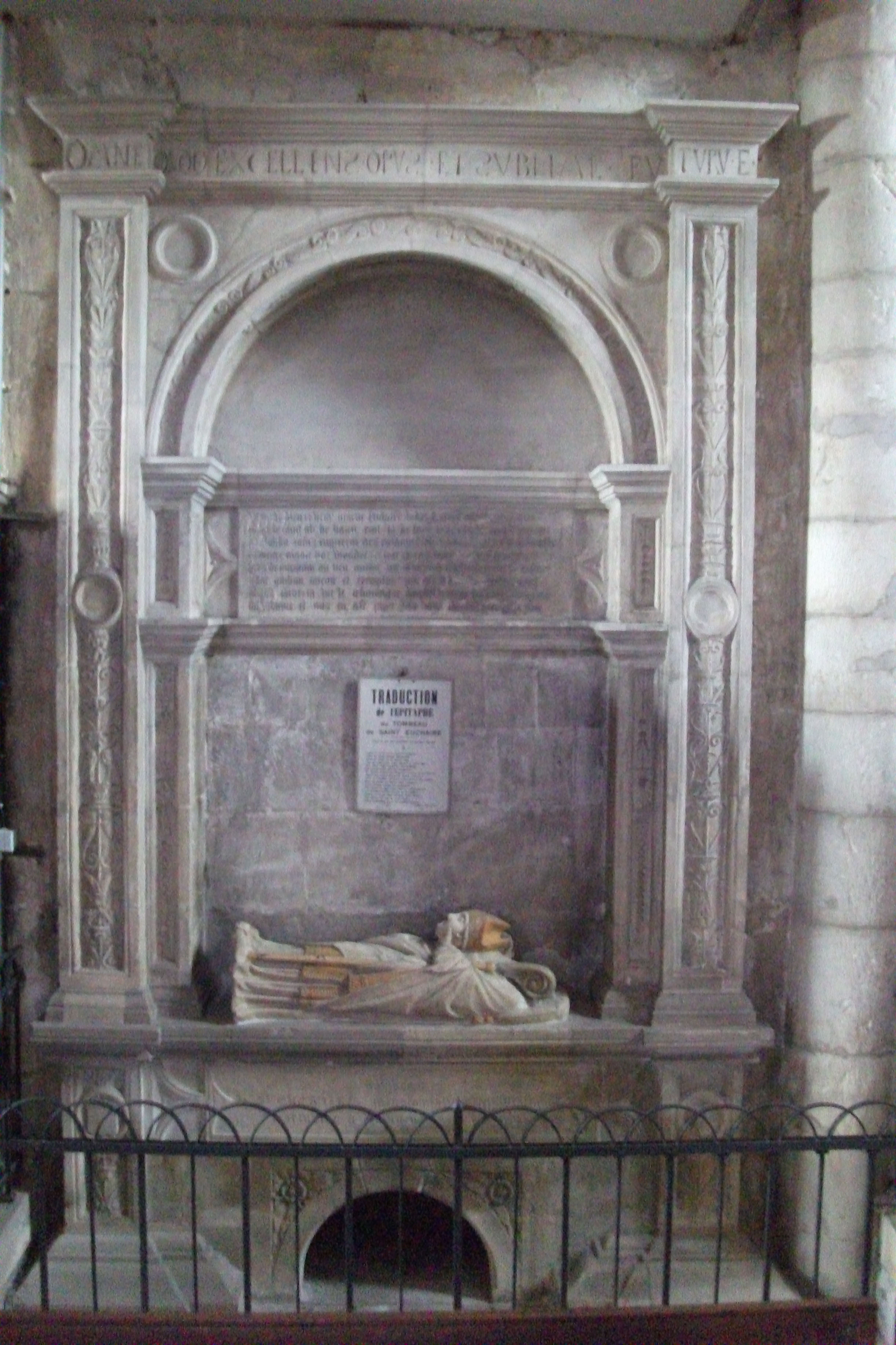
Le gisant de Saint-Euchaire en l'église éponyme de Liverdun.

- Le Graoully est un animal mythique à l'apparence d'un dragon, vivant dans l'arène de l'amphithéâtre de Metz[2], qui aurait dévasté la ville.
- 212 : l’édit de Caracalla (Constitution antoninienne[3]) accorde la citoyenneté romaine à tous les Médiomatriques de condition libre.
- 213 : l'empereur Caracalla aurait visité Grand[4]
- 250 à 276 : incursions des Alamans et des Francs, en conséquence les villes s'entourent de remparts[4]  des Vosges jusqu'à l'Argonne[5].
- 275 à 276 : Clément vient évangéliser Metz. D'après la légende il aurait tué le Graoully[4].
- Vers 276[4] ou en 283[6] : l'empereur Probus autorise la plantation de la vigne en Lorraine.
- Vers 297 298 : Dioclétien réorganise les provinces gauloises[4], Trèves devient la capitale de toute la partie occidentale de l'empire. À cette époque le pagus du Verdunois est extrait de celui des Médiomatriques. La Belgique est séparée en plusieurs provinces plus petites : Metz, Toul, Trèves et Verdun forment la Belgique Première. Metz, la cité des Médiomatriques, est intégrée dans la Belgique première et perd son territoire à l’ouest avec l’émergence de la cité de Verdun.